# Ariadne timorensis
Ariadne timorensis är en fjärilsart som beskrevs av Wallace 1869. Ariadne timorensis ingår i släktet Ariadne och familjen praktfjärilar. Inga underarter finns listade i Catalogue of Life.